# Renascença
Renascença is een gemeente in de Braziliaanse deelstaat Paraná. De gemeente telt 6.937 inwoners (schatting 2009).

## Aangrenzende gemeenten
De gemeente grenst aan Bom Sucesso do Sul, Francisco Beltrão, Marmeleiro, Vitorino, Campo Erê (SC) en São Lourenço do Oeste (SC).